# Prix européen du roman d'amour
 (juin 2025).
Motif : En dépit de son nom, cet événement à l’air très régional : le sujet ne semble pas traité dans la presse nationale, il n’apparaît que des des articles de presse régionale (et encore pas beaucoup) et des références internes (site officiel, brochures, sites des partenaires...)
- Archive Wikiwix
- Bing
- Cairn
- DuckDuckGo
- E. Universalis
- Gallica
- Google
- G. Books
- G. News
- G. Scholar
- Persée
- Qwant
- (zh) Baidu
- (ru) Yandex
- (wd) trouver des œuvres sur Wikidata

| 1. | Préciser le motif de la pose du bandeau. | Précisez le motif de la pose du bandeau en utilisant la syntaxe suivante : {{admissibilité à vérifier\|date=juin 2025\|motif=remplacez ce texte par le motif}}                                      |
| 2. | Informer les utilisateurs concernés.     | Pensez à avertir le créateur de l'article, par exemple, en insérant le code ci-dessous sur sa page de discussion : {{subst:avertissement admissibilité à vérifier\|Prix européen du roman d'amour}} |

Tous les deux ans, le Prix européen du roman d'amour est décerné dans le cadre de la manifestation Strasbourg mon amour organisé par la Ville de Strasbourg et du festival littéraire Ces pages d'amour qui se tient chaque année à Strasbourg pendant dix jours autour du 14 février (jour de la Saint-Valentin). A l'initiative de l'association Book1 et avec le soutien de la ville de Strasbourg, des romans d'amour sont sélectionnés par des institutions culturelles représentant des pays membres du Conseil de l'Europe. A l'issue d'une période de vote, le roman gagnant est choisi parmi les titres sélectionnés.

## Historique
À l'occasion de Strasbourg mon amour en 2019, la première édition du Prix européen du roman d'amour a été lancée. Sept œuvres de différents pays (Allemagne, Autriche, Espagne, France, Italie, Russie, Suisse) ont été sélectionnées fin 2018 par les Partenaires Culturels Européens en partenariat avec la médiathèque André-Malraux de Strasbourg et l'Amicale du Personnel Conseil de l'Europe. Sous le patronage de l'auteur et dessinateur Jack Koch, qui avec sa collection de textes et de dessins L'amour, c'est... (Le Livre de Poche, 2018) était invité d'honneur du festival « Ces pages d'amour » en 2019, les sept romans ont été présentés au public le 7 février à la médiathèque André-Malraux. Ensuite, les amateurs de littérature et toutes les autres parties intéressées ont eu la possibilité de voter pour leur roman d'amour préféré. Ces derniers disposaient d'un délai de trois mois pour voter. Le 1er juin 2019, la lauréate de la première édition du Prix européen du roman d'amour a été annoncée : il s'agit de l'écrivaine espagnole María Dueñas pour son roman L'Espionne de Tanger. La deuxième édition du Prix européen du roman d'amour a eu lieu entre 2021 et 2022 à la suite d'un report en raison de l'épidémie de Covid-19. Parmi les sept romans en lice, c'est l'autrice italienne Cristina Comencini qui a remporté la majorité des votes pour son roman Quatre amours. La troisième édition du Prix européen du roman d'amour a été lancée le 26 avril 2024. Dix romans sont en lice cette année, portés par dix institutions différentes.

## Procédure de sélection
Toutes les années paires, à l'automne (2018, 2020, 2022), les Institutions culturelles intéressées sélectionnent les romans d'amour qui représentent leurs pays respectifs, en concertation avec la médiathèque André Malraux de Strasbourg. Cette communauté culturelle s'enrichit au fil des ans et est à ce jour composée comme suit :
- Consulat général d'Autriche à Strasbourg ;
- Consulat général d'Espagne à Strasbourg ;
- Consulat général de Suisse ;
- Institut Goethe ;
- Institut culturel italien de Strasbourg ;
- École de langue espagnole ;
- Alliance française Strasbourg Europe.
- Consulat général du Portugal à Strasbourg ;
- Association Promo Ukrainia
- Délégation permanente de l'Azerbaïdjan auprès du Conseil de l'Europe;
- Amicale du personnel du Conseil de l'Europe.

L'association informelle d'institutions culturelles européennes garantit une  diversité dans le choix des romans d'amour et l'implication d’un grand esprit culturel et littéraire. Les livres sélectionnés sont présentés au public par la suite. De février à mai les années impaires (2019, 2023, 2025), différents événements de promotion des romans en lice sont organisées. Les personnes intéressées ont la possibilité de voter en ligne pour leur œuvre préférée. durant une période de 6 à 9 mois. Un Grand Jury, constitué d'un jury populaire organisé par la médiathèque André Malraux de Strasbourg et d'un jury plus officiel représentant les institutions partenaires, se réunit à l'issue de la période des votes en ligne. Les votes du jury s'ajoutent aux votes du public pour désigner ensuite la ou le lauréat(e). L'écrivain (e) gagnant(e) sera invité(e) à recevoir son prix au sein de l'Hôtel de Ville de Strasbourg l'année suivante dans le cadre de l'évènement Strasbourg mon amour et du festival de littérature « Ces pages d'amour » organisé par l'amicale du personnel du Conseil de l'Europe.

## 2019-2020
Lors de la première édition du Prix européen du roman d'amour, les lecteurs ont pu choisir leur livre préféré parmi sept livres de différents pays. La réussite fut indéniablement[non neutre] au rendez-vous grâce à la contribution de plus de 250 votants[réf. nécessaire]. Le classement final est présenté ci-dessous :
- Espagne : L'Espionne de tanger de María Dueñas : roman gagnant[3]
- Suisse : Terminal terrestre de Daniel de Roulet
- Italie : La jeune épouse d'Alessandro Baricco
- Autriche : Autoportrait à l’hippopotame de Arno Geiger
- France : Par amour de Valérie Tong Cuong
- Allemagne : La fin de la solitude de Benedict Wells
- Russie : La conjuration des anges d' Igor Sakhnovski

## 2021-2022
Début octobre 2020, la liste des romans sélectionnées par les « Partenaires Culturels Européens » a été dévoilée. À la suite de l'épidémie de Covid-19, le lancement officiel du Prix a été reporté à février 2022. Les romans en lice étaient :
- Allemagne : Retour à Budapest de Gregor Sander
- Autriche : Le champs de Robert Seethaler
- Espagne : L'idée ridicule de ne jamais te revoir de Rosa Montero
- France : Lettre d’amour sans le dire d'Amanda Sthers
- Italie : Quatre amour de Christina Comencini,
- Royaume-Uni / Irlande : Conversations entre amis de Sally Rooney
- Russie : L'échelle de Jacob de Ludmila Oulitskaïa,

A l'issue des votes en ligne du public et de ceux du grand jury du 5 novembre 2022, la lauréate annoncée fut Cristina Comencini pour son roman Quatre amours.

## 2024-2025
La troisième édition du Prix européen du roman d'amour a été officiellement lancée le 26 avril 2024 au sein du Conseil de l'Europe. Dix romans sont en lice. Cette nouvelle édition s'inscrit dans le cadre de l'année Strasbourg Capitale mondiale du livre qui a été inaugurée le 28 avril 2024 :
- Allemagne : Le héros de Berlin de Maxim Leo
- Autriche : Le jardin de Winter de Valérie Fritsch
- Azerbaïdjan : Le bruit ou le rouge de Shamkhal Hasanov
- Espagne : Des palmiers dans la neige de Luz Gabás
- France : Tous les mots qu'on ne s'est pas dits de Mabrouck Rachedi
- Irlande : Troubles de Louise Kennedy
- Italie : Tu l'as bien mérité de Barbara Frandino
- Portugal : La grosse d'Isabela Figueiredo
- Suisse : Sa préférée de Sarah Jollien-Fardel
- Ukraine : Felix Austria de Sophia Andrukhovych

A l'issue d’une période de votes en ligne de huit mois et de plusieurs réunions d’échanges, le « grand jury » s'est réuni en janvier afin de voter pour ses livres préféré. Les deux lauréats élus de cette édition sont l'Irlandaise Louise Kennedy (en) pour son roman Troubles et le Français Mabrouck Rachedi pour son livre Tous les mots qu'on ne s'est pas dits.
Les deux auteurs ont été invités le 16 avril à la cérémonie de remise du prix à l'Hôtel de Ville de Strasbourg, puis à la Médiathèque André-Malraux pour une discussion littéraire, suivie d'une séance de dédicaces. La rencontre a eu lieu dans la salle de conférence.